# Satiswara
Satiswara (nep. सतिश्वरा) – gaun wikas samiti w zachodniej części Nepalu w strefie Gandaki w dystrykcie Tanahu. Według nepalskiego spisu powszechnego z 2001 roku liczył on 1060 gospodarstw domowych i 4804 mieszkańców (2685 kobiet i 2119 mężczyzn).